# 西班牙醬

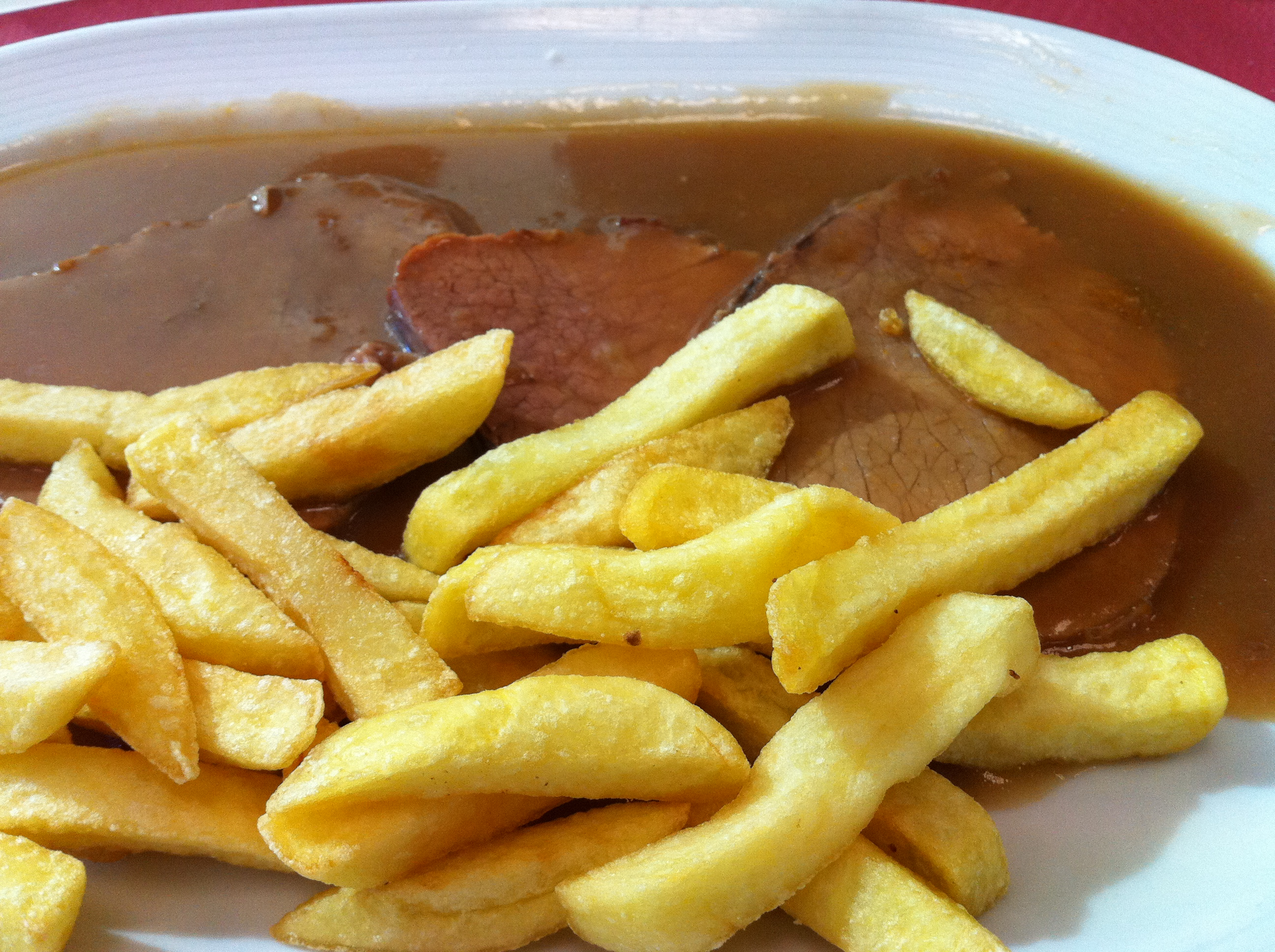
带有棕醬汁的牛肉和薯条

西班牙醬（法語：sauce espagnole，法語發音：[sos ɛspaɲɔl]），又稱棕醬或褐色醬汁，是一種基本的法式醬料。並且是奥古斯特·埃斯科菲耶五大母醬中其中一道經典的法國料理。奥古斯特·埃斯科菲耶推廣了該食譜，直到今天仍然沿用。.
棕醬味道濃郁，很少直接用於食品。作為母醬，它充當許多衍生物的基礎，像是非洲醬、柑橘醬、勃艮第醬，雙孢蘑菇醬、沙丁魚醬、獵人醬、鹿醬、跟多蜜醬。

## 準備
棕醬是用牛肉湯為基底，加入調味過的蔬菜（如紅蘿蔔、芹菜和洋蔥）、番茄糊和香料。濃稠的經典法式多蜜醬汁就是以棕醬為基礎發展而成的。

## 外部連結
- The Cook's Decameron from Project Gutenberg （页面存档备份，存于）
- Emeril Lagasse's recipe at emerils.com